# José Miguel Gómez
Pour les articles homonymes, voir José Gómez et Gómez.
José Miguel Gómez y Gómez, surnommé « Tiburón » (« Requin ») et connu sous le nom de José Miguel Gómez (Sancti Spíritus, Las Villas, 8 juin 1858 – New York, 13 juin 1921), est un militaire et homme politique cubain et le deuxième président de la république de Cuba.

## Biographie

### Carrière militaire
José Miguel Gómez a rejoint la révolution le 11 septembre 1895 et dès 1896, il lui est conféré le grade de Colonel, à la suite des actes accomplis pendant le conflit, et en particulier pendant la prise du lieu-dit Arroyo Blanco (village de Jatibonico).
En 1896, il obtient le grade de Général de Brigade et en 1898 celui de général de division.
Peu avant que la guerre ne se termine, il est désigné comme membre de l'assemblée constituante de Santa Cruz del Sur qui a rédigé la première constitution de la république de Cuba. Il est chargé de se rendre à Washington pour discuter avec le gouvernement des États-Unis au nom des représentants cubains.
La commission exécutive de l'assemblée, lors de sa dernière session célébrée à la colline de La Havane le 30 juin 1899, lui donne le grade de Mayor General de l'armée de libération à la proposition du chef du département occidental.

### Gouverneur
Pendant l'occupation militaire de l'armée des États-Unis, le général John R. Brooke nomme José Miguel Gómez gouverneur civil de Las Villas, charge qu'il occupe à nouveau en 1902, cette fois à la suite d'une élection populaire.

### Président de la République
En septembre 1908, José Miguel Gómez est élu président de la République en tant que candidat du Parti libéral. Il a exercé ce mandat entre le 28 janvier 1909 jusqu'à sa démission le 20 mai 1913,.
Son gouvernement établit la paix dans le pays, faisant face aux veteranistas, un groupe décidé à empêcher que les anciens combattants n'accèdent à des charges administratives, et au soulèvement du Partido Independiente de Color (en) qui lutte pour l'égalité et la reconnaissance des Noirs dans la nouvelle société cubaine.
Ce dernier mouvement connaît son apogée avec la rébellion nègre (es), au cours de laquelle des milliers de cubains de couleur se soulèvent contre la discrimination sociale et le gouvernement de José Miguel Gómez. L'armée cubaine massacre de 3 000 à 5 000 rebelles,,,,.
Pendant son mandat, la Marine nationale a été créée et l'armée a bénéficié d'améliorations de ses conditions d'existence. De grands travaux de mise en place d'égouts et de pavement de La Havane ont été menés à bien. Les communications et les travaux sanitaires ont été l'objet d'une grande attention. Des « fermes-écoles » ont également été créées pour permettre un enseignement agricole. Les académies d'Arts et Lettres et d'Histoire ont été créées, ainsi que le Musée national.
Le gouvernement de José Miguel Gómez est fortement critiqué pour certaines concessions de services publics et pour certaines lois fortement discutées à l'époque, comme l'autorisation des combats de coqs et la loterie nationale, ainsi que pour des scandales de corruption. José Miguel Gómez reçoit le surnom de Tiburón, « requin », car cuando se baña salpica, « quand il prend son bain, il éclabousse », une allusion à la répartition des charges publiques entre ses proches.
Avec son mandat, la vie politique cubaine jusque-là balbutiante se stabilise et on assiste à une succession plus ou moins continue de gouvernements démocratiques, bien que corrompus, et ce jusqu'à l'arrivée du général Gerardo Machado. Il établit les bases institutionnelles du développement rapide que connaîtra l'île accompagné par l'accroissement de la population.
C'est Mario García Menocal qui lui succède.

### Seconde invasion de Cuba
C'est pendant la présidence de José Miguel Gómez que se produit la seconde invasion de l'île par les États-Unis. Cette fois, ils utilisent comme justification un soulèvement des indigènes qui n'avaient pas vu leur situation s'améliorer depuis l'indépendance. Ils ont utilisé l'« ajout de Platt » à la constitution cubaine, en considérant les indigènes comme une puissance extracontinentale.

### Coup d'état raté

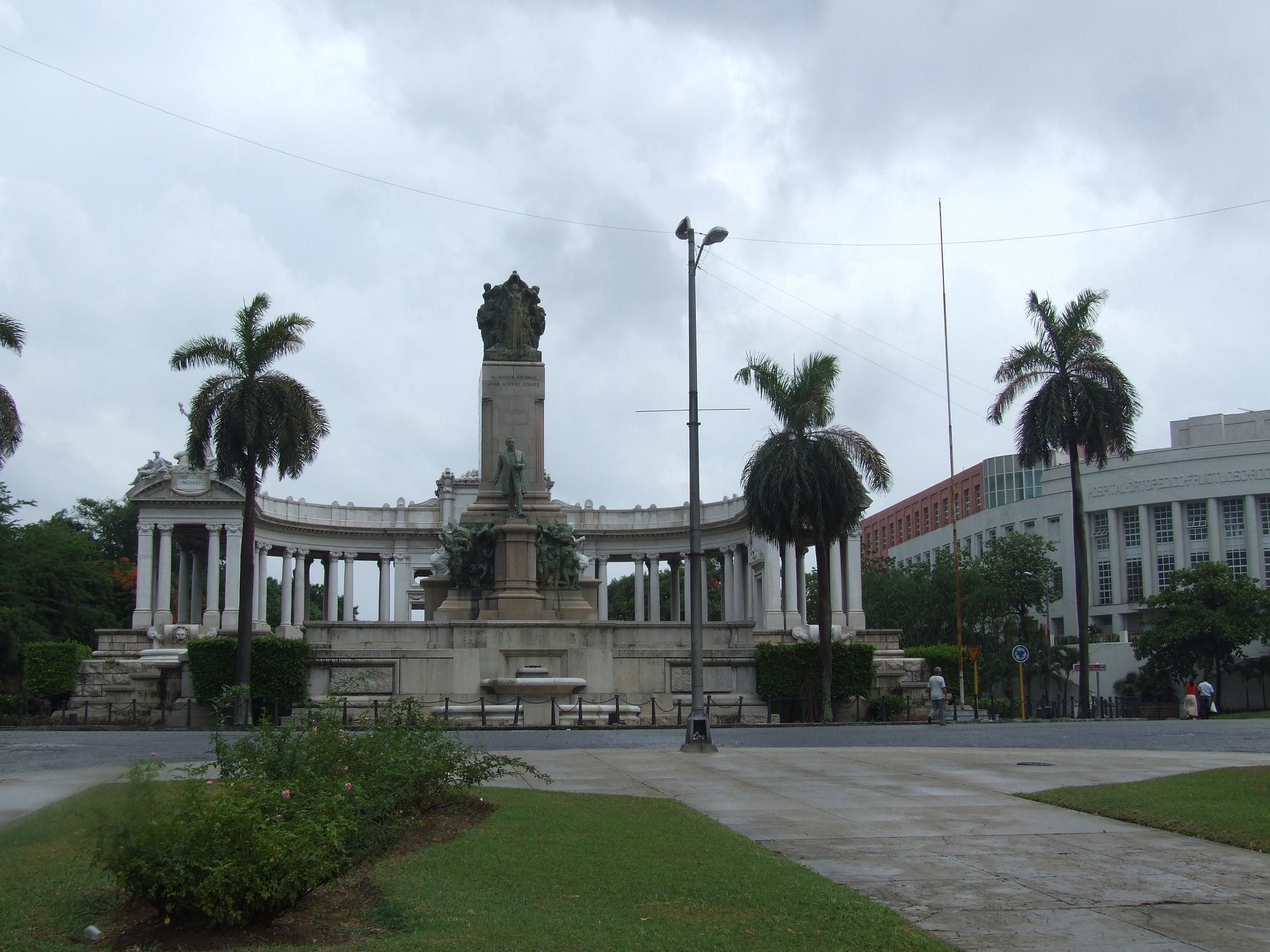
Le monument à José Miguel Gómez à La Havane

En 1917, à la suite de la réélection de Mario García Menocal, José Miguel Gómez tente un coup d'état militaire qui échoue. Il est obligé de s'exiler aux États-Unis, où il meurt le 13 juin 1921 à New York.
En 1936, on érige à La Havane un monument en son honneur (es).

### Crédits de traduction
- (es) Cet article est partiellement ou en totalité issu de l’article de Wikipédia en espagnol intitulé « José Miguel Gómez » (voir la liste des auteurs).